# Robert A. Thompson
Robert Augustine Thompson (* 14. Februar 1805 in Culpeper, Virginia; † 31. August 1876 in San Francisco, Kalifornien) war ein US-amerikanischer Politiker. Zwischen 1847 und 1849 vertrat er den Bundesstaat Virginia im US-Repräsentantenhaus.

## Werdegang
Robert Thompson besuchte in Gallipolis (Ohio) eine Privatschule und studierte danach an der University of Virginia in Charlottesville. Nach einem Jurastudium und seiner 1826 erfolgten Zulassung als Rechtsanwalt begann er Charleston im heutigen West Virginia in diesem Beruf zu arbeiten. Gleichzeitig schlug er als Mitglied der Demokratischen Partei eine politische Laufbahn ein. Zwischen 1839 und 1846 gehörte er dem Senat von Virginia an.
Bei den Kongresswahlen des Jahres 1846 wurde Thompson im 14. Wahlbezirk von Virginia in das US-Repräsentantenhaus in Washington, D.C. gewählt, wo er am 4. März 1847 die Nachfolge von Joseph Johnson antrat. Da er im Jahr 1848 auf eine erneute Kandidatur verzichtete, konnte er bis zum 3. März 1849 nur eine Legislaturperiode im Kongress absolvieren. Diese war zunächst noch von den Ereignissen des Mexikanisch-Amerikanischen Krieges geprägt.
Im Juni 1852 war Thompson Delegierter zur Democratic National Convention in Baltimore, auf der Franklin Pierce als Präsidentschaftskandidat nominiert wurde. Im gleichen Jahr war er Mitglied im Leitungsgremium (Board of Visitors) der University of Virginia. 1853 zog er nach San Francisco und wurde dort Mitglied einer Kommission zur Bearbeitung von privaten Landansprüchen. Im Jahr 1870 wurde er Protokollführer am Supreme Court of California. Bis zu seinem Tod war er bei der Verwaltung dieses Gerichtshofes angestellt. Robert Thompson starb am 31. August 1876 in San Francisco. Sein Sohn Thomas (1838–1898) wurde Kongressabgeordneter für Kalifornien.